# أليتام (سكريات)
أليتام Alitame هو حمض الأسبارتيك يحتوي على محلي ثنائي الببتيد. تم تطويره بواسطة شركة Pfizer في بداية الثمانينيات ويتم تسويقه حاليًا في بعض البلدان تحت اسم العلامة التجارية Aclame . معظم الببتيدات ليست حلوة ، لكن الاكتشاف غير المتوقع للأسبارتام في عام 1965 أدى إلى البحث عن مركبات مماثلة تشترك في حلاوتها. أليتام هو أحد أنواع  الجيل الثاني من المُحليات ثنائية الببتيد. Neotame ، الذي طوره مالكو العلامة التجارية NutraSweet ، هو شيء آخر.
مركب الأليتام أحلى بحوالي 2000 مرة من السكروز (سكر المائدة) ،  حوالي 10 مرات أكثر حلاوة من الأسبارتام ، وليس له مذاق لاحق. يبلغ عمر النصف في ظل الظروف الحارة أو الحمضية حوالي ضعف طول الأسبارتام ، على الرغم من أن بعض المحليات الصناعية الأخرى، بما في ذلك السكرين وأسيسولفام البوتاسيوم ، أكثر استقرارًا حتى الآن. على عكس الأسبارتام ، لا يحتوي الأليتام على فينيل ألانين ، وبالتالي يمكن استخدامه من قبل الأشخاص المصابين بيلة الفينيل كيتون .
Alitame حاز الموافقة في بلدان  Mexico، Australia، New Zealand and China.  Danisco وسحب التماسه لاستخدامه كعامل تحلية أو نكهة في الطعام في الولايات المتحدة الأمريكية
يتم تناوله أيضًا مركبًا بحلاوة 1200  دراسة أخرى،  في U.S. Patent 4٬411٬925 استنادًا إلى NH-CH (السيكلوبروبيل) ثلاثي البوتيل (المثال 6). المثال 5 ، مع NH-CH (سيكلوبروبيل) 2 هو أيضًا 1200 × سكروز. هذه أساس جيد لاختيارات الدرجة الثانية. المثال 16 هو لـ Alitame الصحيح. على الرغم من أنه في المثال 17 ، يمكن أن تقلل أكسدة السلفونيل النشاط إلى 1000.